# Metoxypilus werneri
Metoxypilus werneri es una especie de mantis de la familia Amorphoscelidae.

## Distribución geográfica
Se encuentra en las Islas Kai (Indonesia).